# اورانیوم دی‌اکسید
اورانیوم دی‌اکسید (به انگلیسی: Uranium dioxide) با فرمول شیمیایی UO۲ یک ترکیب شیمیایی است که جرم مولی آن ۲۷۰٫۰۳ g/mol می‌باشد. شکل ظاهری این ترکیب، بلورهای جامد سبز است.